# سرمق أبيض
السرمق الأبيض أو الزربيح الأبيض أو رجل الإوز أو فساء الكلاب أو ركب الحمل (بالإنجليزية: Lamb's quarters)‏ نوع من النباتات البرية العشبية الحولية يتبع جنس السرمق. كان قديماً يصنف ضمن الفصيلة الرمرامية (باللاتينية: Chenopodiaceae) التي ضمت حديثاً كأسرة إلى الفصيلة القُطَيفية (باللاتينية: Amaranthaceae)، من ذوات الفلقتين.

## الموئل والانتشار
يعتقد أن أصله من أوروبا، ولكنه اليوم موجود أيضًا في إفريقيا وجنوب شرق آسيا وأستراليا والأمريكتين.
يزرع هذا النبات ويستعمل في شمال الهند كمحصول غذائي.

## معرض صور

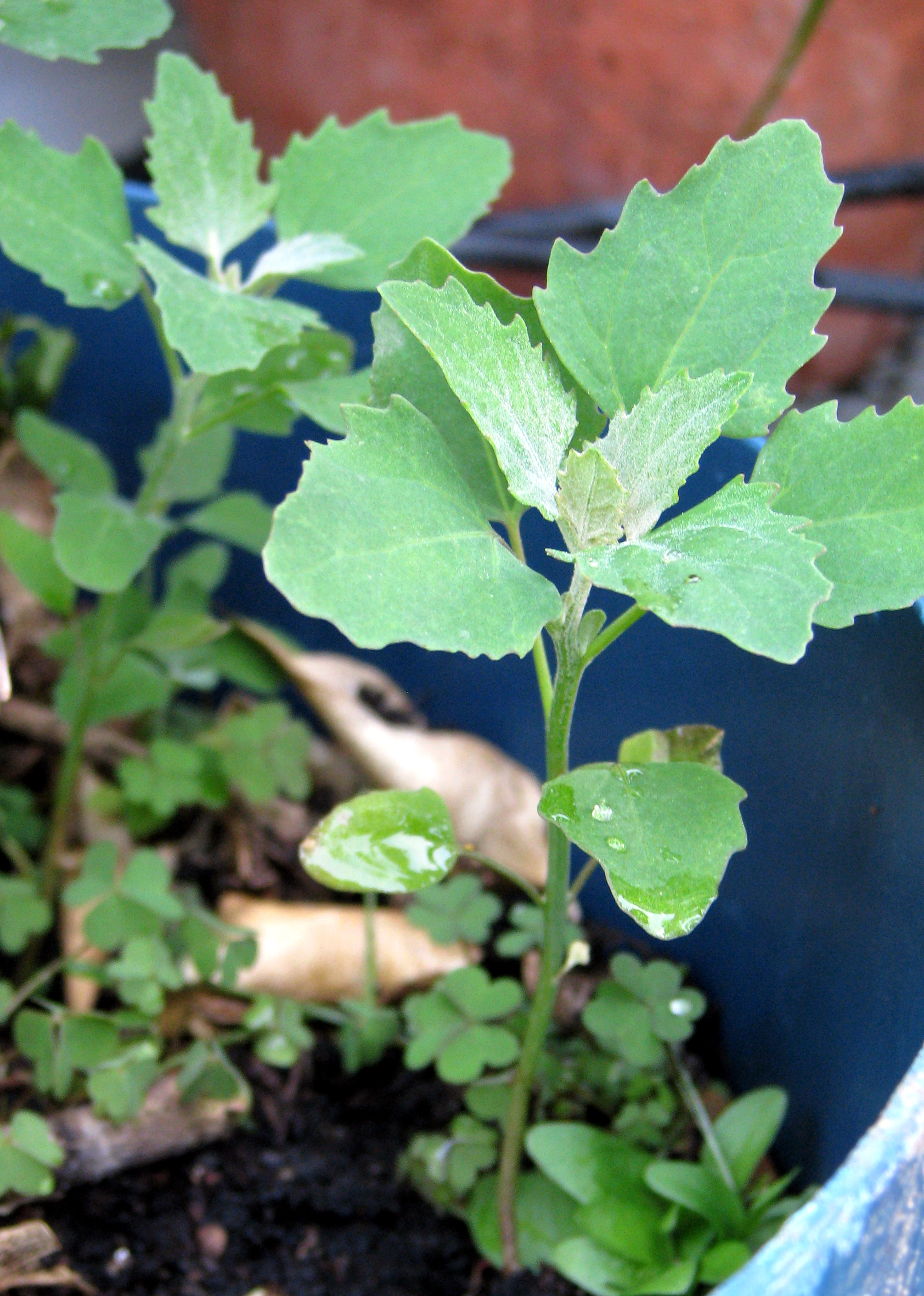
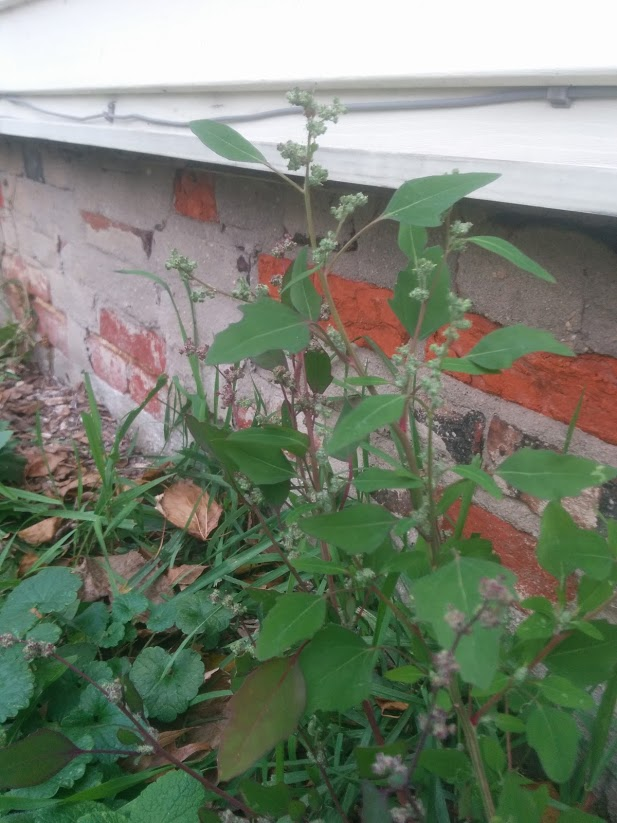
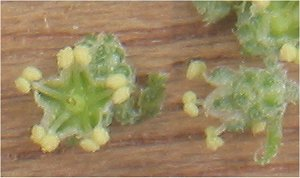